# Roville-aux-Chênes
Roville-aux-Chênes ist eine französische Gemeinde im Département Vosges in der Region Grand Est (bis 2015 Lothringen). Sie gehört zum Arrondissement Épinal und zum Kanton Raon-l’Étape.

## Geografie
Die Gemeinde liegt an der Mortagne, etwa fünf Kilometer nordwestlich der Stadt Rambervillers. Umgeben wird Roville-aux-Chênes von den Nachbargemeinden Xaffévollers im Norden, Doncières im Osten, Rambervillers im Süden, Romont im Südwesten und Saint-Maurice-sur-Mortagne im Westen.

## Bevölkerungsentwicklung
| Jahr      | 1793 | 1896 | 1954 | 1982 | 1990 | 1999 | 2006 | 2017 |
| Einwohner | 336  | 332  | 386  | 274  | 305  | 294  | 377  | 369  |

## Sehenswürdigkeiten

Kirche Saint-Remy

- Kirche Saint-Remy